# Aidia densiflora
Aidia densiflora es una especie de árbol tropical perteneciente a la familia de las rubiáceas. Es originaria del sudeste de Asia.

## Descripción
Es un árbol de tamaño media que alcanza los 15 metros de altura que se distribuye por las regiones tropicales de India, sur de China y oeste de Malasia.

## Taxonomía
Aidia densiflora fue descrita por (Wall.) Masam. y publicado en Science Reports of Kanazawa University 4: 85, en el año 1955.
Sinonimia
- Webera densiflora Wall. in W.Roxburgh, Fl. Ind. 2: 536 (1824).
- Cupia densiflora (Wall.) DC., Prodr. 4: 394 (1830).
- Stylocoryna densiflora (Wall.) Steud., Nomencl. Bot., ed. 2, 2: 649 (1841).
- Randia densiflora (Wall.) Benth., Fl. Hongk.: 155 (1861).
- Aidia wallichiana Tirveng., Bull. Mus. Natl. Hist. Nat., B, Adansonia 8: 263 (1986)
- Webera oppositifolia Roxb., Fl. Ind. 2: 535 (1824).
- Cupia oppositifolia (Roxb.) DC., Prodr. 4: 394 (1830).
- Serissa myrtifolia Blanco, Fl. Filip.: 164 (1837).
- Stylocoryna oppositifolia (Roxb.) Steud., Nomencl. Bot., ed. 2, 2: 649 (1841).
- Remijia odorata Blanco, Fl. Filip., ed. 2: 115 (1845).
- Gynopachis attenuata Korth., Ned. Kruidk. Arch. 2(2): 182 (1851).
- Gynopachis oblongata Miq., Fl. Ned. Ind. 2: 221 (1857).
- Urophyllum coriaceum Miq., Fl. Ned. Ind., Eerste Bijv.: 542 (1861).
- Stylocoryna dimorphophylla Teijsm. & Binn., Natuurk. Tijdschr. Ned.-Indië 25: 402 (1863).
- Randia oppositifolia (Roxb.) Koord., Exkurs.-Fl. Java 3: 257 (1912), nom. illeg.
- Villaria odorata (Blanco) Merr., Sp. Blancoan.: 363 (1918).
- Randia densiflora var. tonkinensis Pit. in H.Lecomte, Fl. Indo-Chine 3: 242 (1923).
- Aidia coriacea (Miq.) Tirveng., Bull. Mus. Natl. Hist. Nat., B, Adansonia 8: 268 (1986).
- Aidia oblongata (Miq.) Tirveng., Bull. Mus. Natl. Hist. Nat., B, Adansonia 8: 271 (1986).[1][3]